# Hageböcker Mauer (Güstrow)

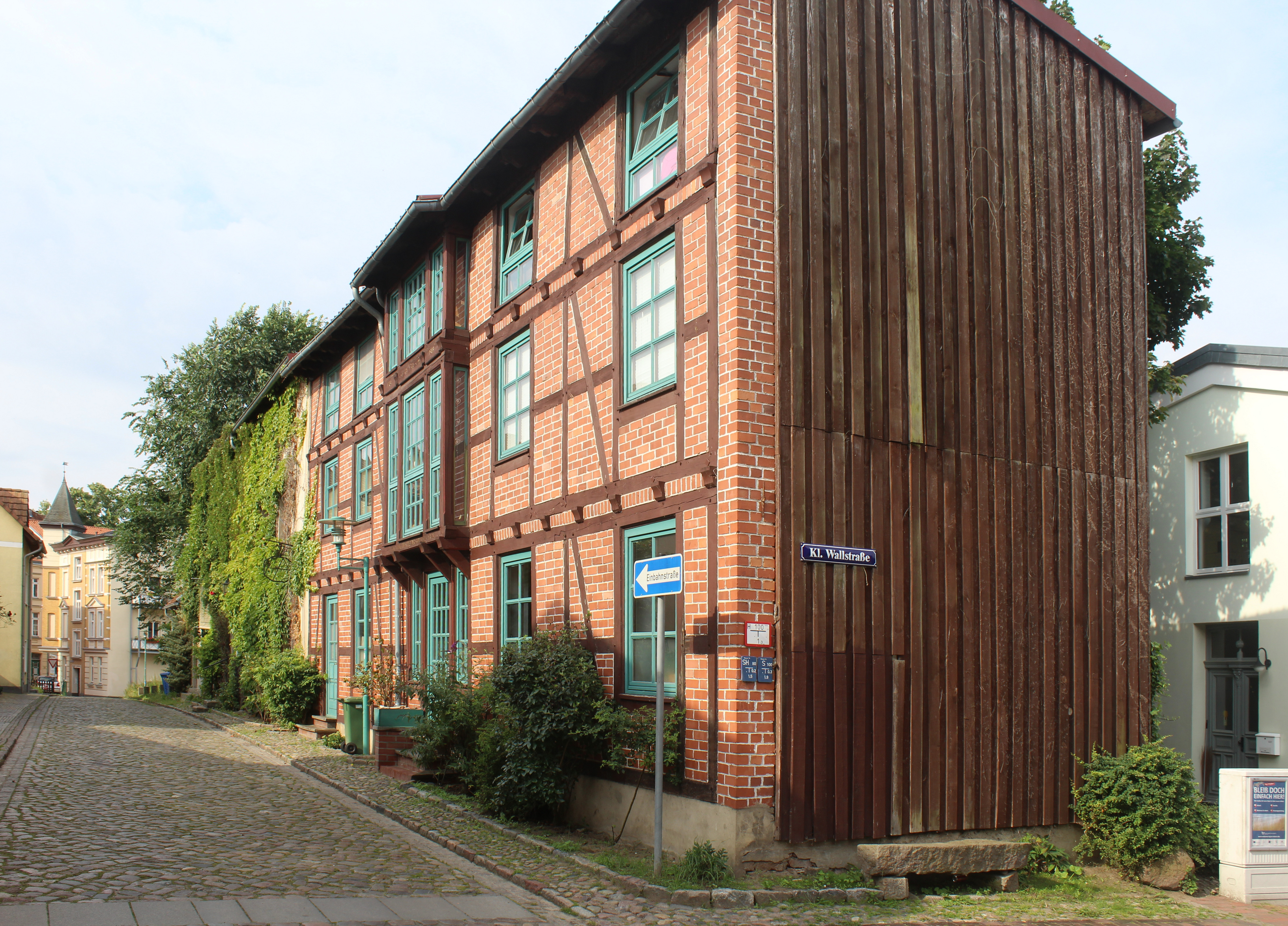
Nr. 4 und 5

Die historische Straße Hageböcker Mauer in Güstrow liegt in der westlichen Altstadt. Sie führt in Süd-Nord-Richtung von der Hageböcker Straße bis zur Straße Pferdemarkt und zur Wachsbleichenstraße.

## Nebenstraßen

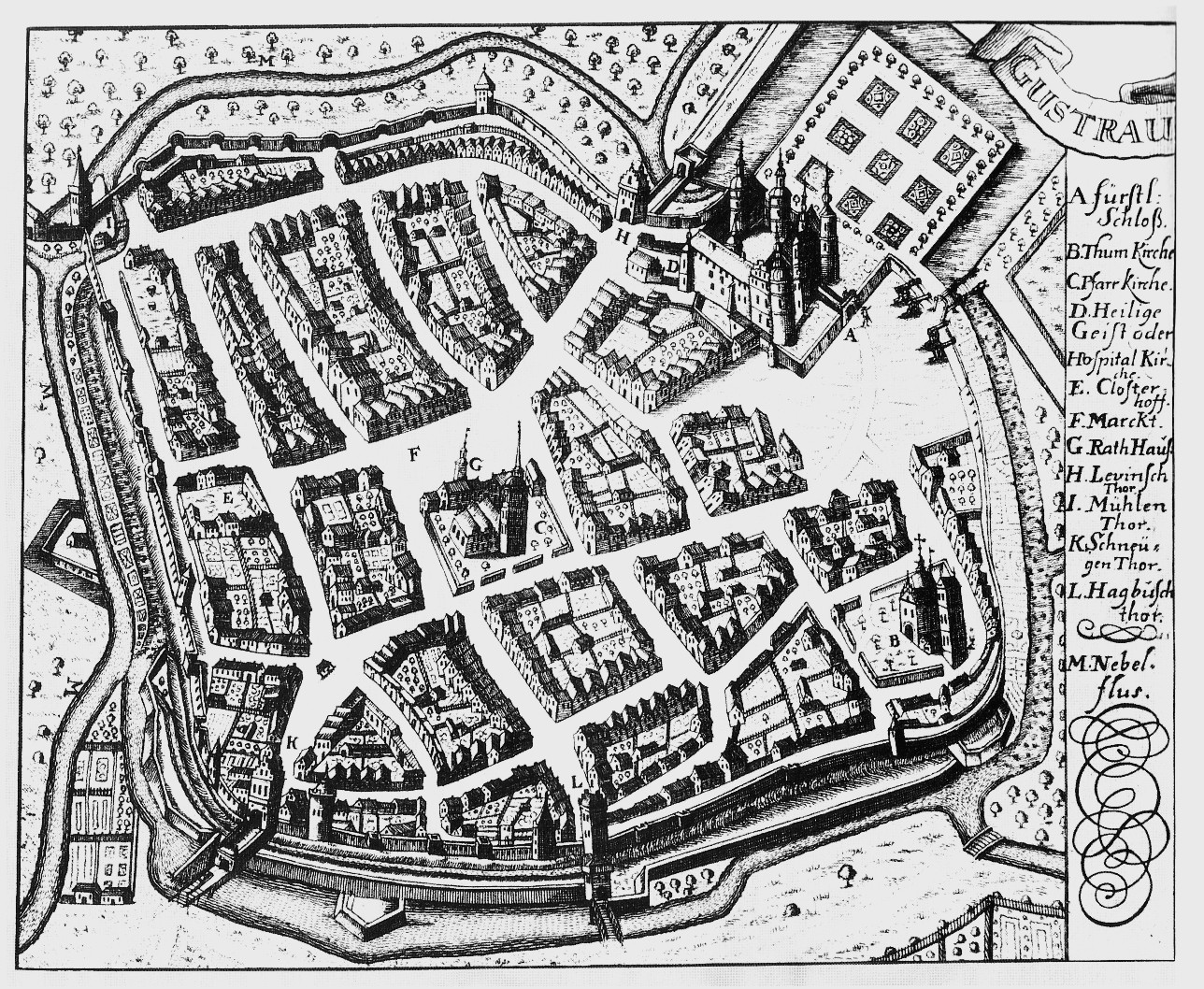
Güstrow 1706

Die Nebenstraßen und Anschlussstraßen wurden benannt als Hageböcker Straße nach dem Hagebusch, also der Hagebuche bzw. Hainbuche, Kleine Wallstraße nach dem Wall, Hirtenstraße, Pferdemarkt nach dem 1270 erwähnten Pferdemarkt und Wachsbleichenstraße nach einer Wachsbleiche zur Kerzenherstellung.

## Geschichte

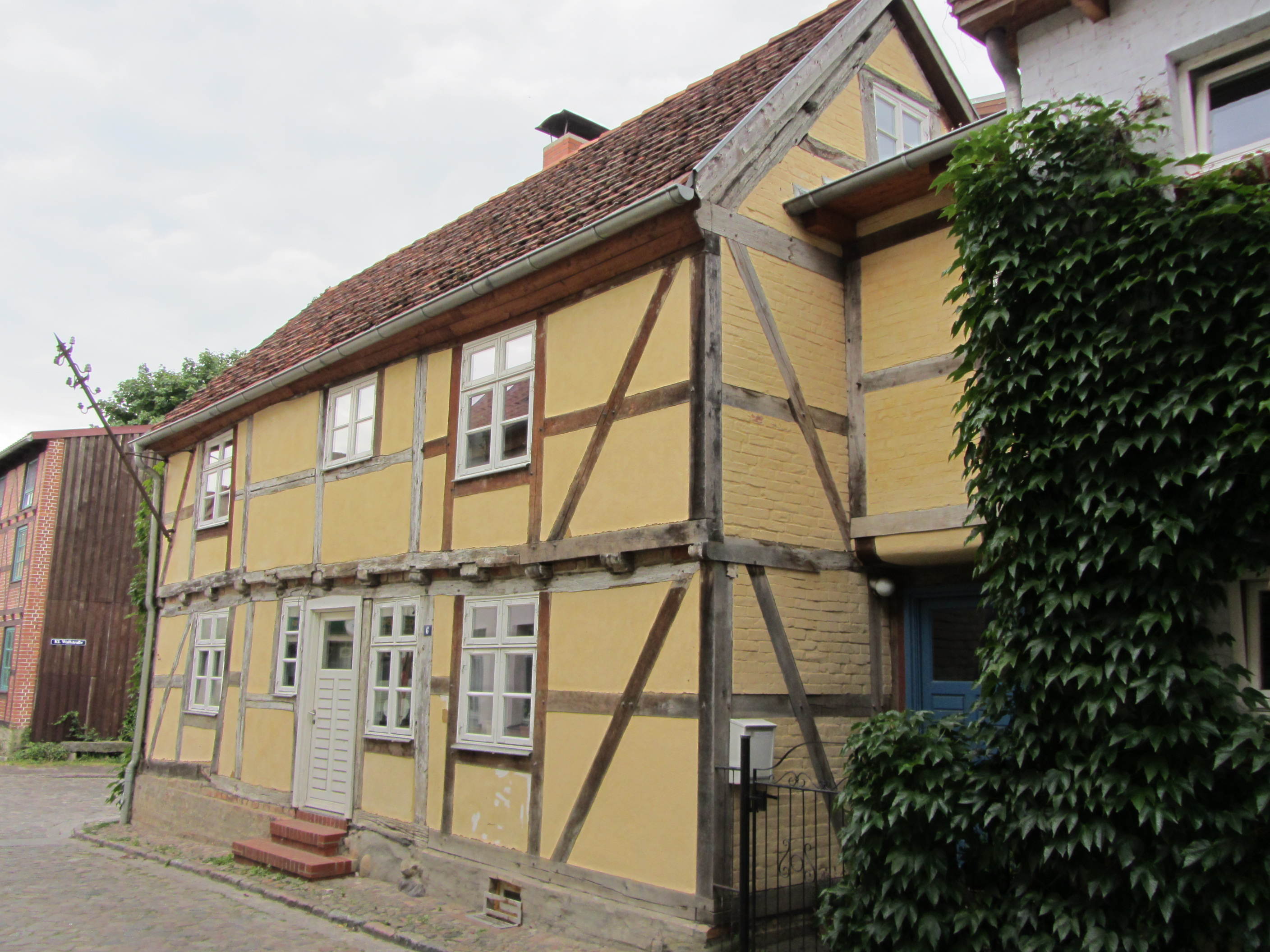
Nr. 6

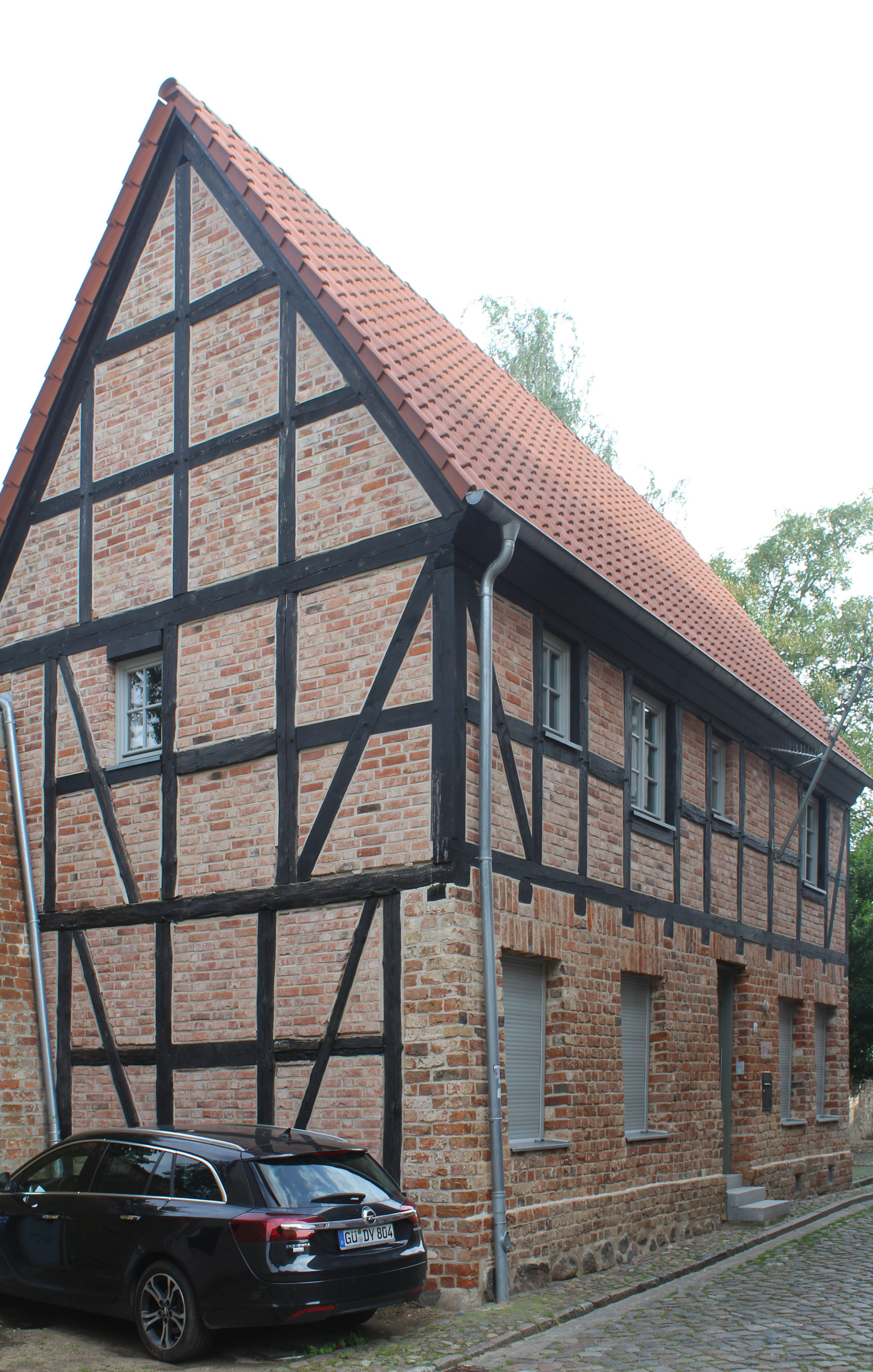
Nr. 9

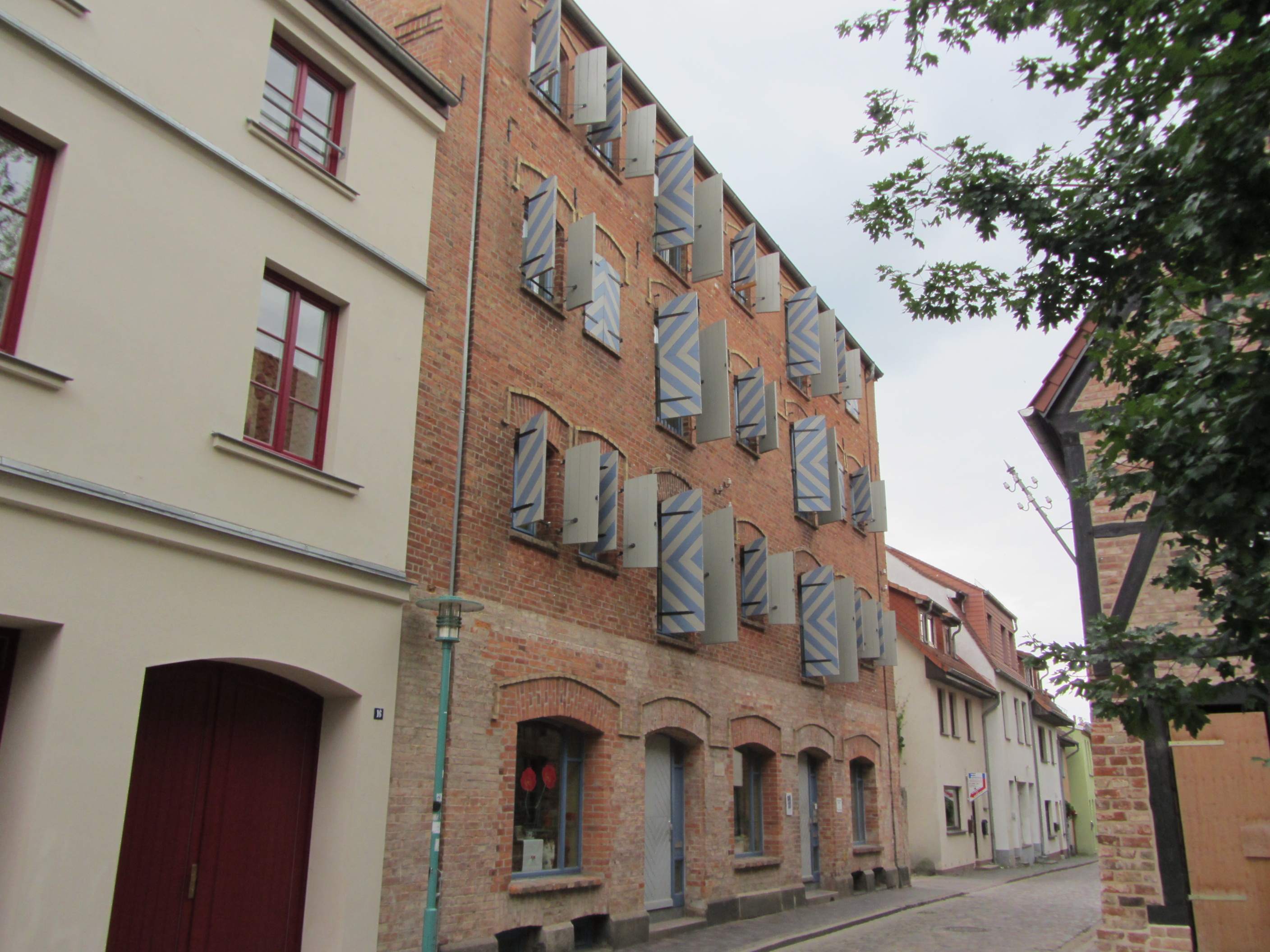
Nr. 17

Die Straße wurde benannt nach den dem Hagebusch, also der Hagebuche bzw. Hainbuche sowie nach der alten Stadtmauer Güstrow, die hier nur in einigen Resten erhalten ist.
Güstrow besteht seit um 1100 und war von 1229 bis 1436 sowie von 1556 bis 1695 Residenzstadt. Die slawische Burg und Schloss Güstrow prägten den Ort. Nach dem großen Stadtbrand von 1503 wurden viele Häuser neu erbaut.
Die Straße markiert den Verlauf der früheren Güstrower Stadtmauer. Erst nach dem Abbruch der Mauer und der dann weiter westlichen Lage der Stadtbefestigung an der Neuen Wallstraße fand hier teilweise eine Bebauung auch an der Westseite statt.
Ab 1991 wurde die historische Altstadt als früheres Nationales Flächendenkmal und nun Modellstadt der Städtebauförderung saniert und so auch die Straße und ihre Häuser.

## Gebäude, Anlagen (Auswahl)
An der Straße stehen überwiegend zwei- und dreigeschossige sanierte Häuser. Die mit (D) gekennzeichneten Häuser stehen unter Denkmalschutz.
- Hageböcker Straße Nr. 100, Ecke Hageböcker Mauer: 3- bis 4-gesch. gründerzeitliches, historisierendes, gelbverblendetes Wohnhaus (D), eckbetonendes Türmchen mit spitzem Zeltdach
- Hageböcker Straße Nr. 101, Ecke Hageböcker Mauer: 4-gesch. neueres (um 2005), rotes Wohn- und Geschäftshaus mit altem denkmalgeschützten Keller (D), früher als Nr. 24 ein 2-gesch. Giebelhaus mit Konsumladen, 1985 wurde das Baumhaus von 1636 abgerissen
- Nr. 3: 2-gesch. Wohnhaus (D)
- Nr. 4: 3-gesch. Wohnhaus (D), in den 1990er Jahren saniertes Fachwerkhaus mit Galerie Harff
- Nr. 5, Ecke Kleine Wallstraße: 3-gesch. Wohnhaus, das sehr marode Fachwerkhaus wurde bereits ab März 1989 bis 1990/91 aufwendig saniert.[3]
- Nr. 6, Ecke Kleine Wallstraße: 2-gesch. saniertes Fachwerkwohnhaus, Bauherrenpreis 2008
- Nr. 9: 2-gesch. Wohnhaus (D), saniertes Fachwerkhaus mit Backsteinausfachungen
- Nr. 16: 3-gesch. nach 2005 saniertes Wohnhaus
- Nr. 17: 3- und 4-gesch. Wohn- und Geschäftshaus und ehem. Speicher (D), heute u. a. mit der Arche e.V. für Frau und Familie mit Ladenwerkstatt
- Nr. 24: 2-gesch. nach 2007 saniertes Wohnhaus
- Hirtenstraße Nr. 6: 2-gesch. Eckhaus mit Pub
- Nr. 31: 2-gesch. historisierendes, saniertes Wohn- und Geschäftshaus (D)